# 費爵爺弟子
費爵爺弟子（英語：Fergie's Fledglings）是由綽號「費爵爺」的亚历克斯·弗格森爵士一手發掘，並由助教布莱恩·基德及埃里克·哈里森（Eric Harrison）負責訓練，最終晉身一隊的一群曼聯足球運動員的統稱。命名是向昔日球隊傳奇領隊马特·巴斯比爵士及其助教吉米·墨菲（Jimmy Murphy）所訓練著名的巴斯比宝贝作出致敬。

## 1980年代末期弟子
「費爵爺弟子」一名於1988/89年球季由傳媒首先杜撰，用以形容一組由費格遜一手引進曼聯一隊的青年足球運動員。這組球員包括晉級1986年英格蘭足總青年盃決賽的李·马丁（Lee Martin）、托尼·吉尔（Tony Gill）和大卫·威尔逊（David Wilson），以及其他青年隊的成員如罗素·比尔兹莫尔（Russell Beardsmore）、马克·罗宾斯及丹尼尔·格雷厄姆（Deiniol Graham），再加上由其他球會購入的年青球員，如由托基聯購入的李·夏普及由希斯頓來投的朱利亚诺·迈奥拉纳（Giuliano Maiorana）。
這群第一代弟子初時取得一定的成就；比尔兹莫尔在第二場正選上陣即協助球隊以3-1擊敗老對手利物浦，加上球隊傷兵問題嚴重，吉尔、格雷厄姆及威尔逊獲挑選加入一隊於英格蘭足總盃第三圈重賽對昆士柏流浪上陣，吉尔和格雷厄姆更雙雙取得入球。
然而，由於嚴重的傷患和狀態下滑，這組青年球員中大部分未能建基於初步的成功而更上一層樓，「費爵爺弟子」於翌季逐漸被淡忘。比尔兹莫尔和罗宾斯分別為曼聯上陣超過50場，而罗宾斯於1990年足總盃第三圈對諾定咸森林的奠勝入球，更被普遍認為是拯救費格遜逃過提早被炒的命運，但卻從未被視為常規正選。第一代弟子中只有李·马丁及李·夏普為球隊上陣超過100場，並為費格遜贏得1990年英格蘭足總盃及1991年歐洲盃賽冠軍盃等獎項作出貢獻。
李·夏普是第一代弟子中最後一名離隊的球員，於1993/94年球季後才被賣到列斯聯，當時已為曼聯取得3屆聯賽冠軍、2屆足總盃及歐洲盃賽冠軍盃和英格蘭聯賽盃各1次，同時亦獲選1991年PFA年度最佳青年球員。

## 1990年代弟子
1990年代初期至中期曼聯的第二浪青年球員湧現，這一批球員在年青時期取得的成功，證實比上一代弟子更能媲美巴斯比宝贝。每名球員均於非常早年在曼聯開始發展，部分更在簽署學童合約時只有14歲。這批球員部分是曼聯贏得1992年英格蘭足總青年盃的冠軍隊成員，包括未來的主力大卫·贝克汉姆、尼基·巴特、瑞恩·吉格斯和加利·尼維利，其他一般認為列入這批球員之中還有1993年晉級足總青年盃決賽的保羅·史高斯和加利·尼維利的弟弟菲尔·内维尔，他是1993年足總青年盃決賽的後補球員，及後更以隊長身份帶領球隊奪得1995年足總青年盃冠軍，香港傳媒將他們合稱為「七小福」。
1995/96年球季展開前，費格遜賣出保罗·因斯、马克·休斯及簡察斯基等主將，並以第二代弟子注入陣容後，「費爵爺弟子」一辭再次廣泛流傳。在揭幕戰以1-3負於阿士東維拉腳下後，大部分球評家均看淡曼聯奪標的機會，前利物浦球員時任BBC《球賽日精華》（Match of the Day）節目主持的阿倫·漢臣（Alan Hansen）更大潑冷水說：『你永遠不能以小孩子贏取錦標。』（"You'll never win anything with kids"）。然而這隊平均年齡只有24歲的年青球隊，卻能平反紐卡素在聖誕節領先多達14分的優勢，為曼聯贏得四年內第三個聯賽冠軍；稍後更在1996年英格蘭足總盃決賽以1-0擊敗利物浦成為雙料冠軍。更重大的成就於三年後發生，作為隊中核心份子的第二代弟子為曼聯於1999年完成三冠王的美夢。被稱為「92年班弟子」（Class of '92 Fledglings）的多名成員在這時期也成為球隊及國家隊的主力。
由2000年至2006年擔任英格蘭國家隊隊長的大卫·贝克汉姆於2003年轉投皇家馬德里；接著尼基·巴特在2004年加盟紐卡素；而菲尔·内维尔則在來年的2005年離隊效力愛華頓。瑞恩·吉格斯、保羅·史高斯和加利·尼維利仍然留在曼聯，於2000年代末期均已三十出頭，在隊中被視為老將。吉格斯是現時英格蘭足球歷來贏得最多重要錦標的球員，於2008年欧洲冠军联赛决赛以後補身份上陣，使他成為曼聯歷來上陣次數最多的紀錄保持者，打破服務年期最長的巴斯比宝贝成員博比·查尔顿爵士所保持的606次舊紀錄。

## 2010年代弟子
在2011-2012球季初，曼聯連續於首三場聯賽排出非常年輕的陣容。對阿仙奴一役，正選平均年齡僅23歲的曼聯在主場以8比2打破死敵，創下對手自1896年以來單場失球最多紀錄，亦是對賽雙方歷史上最懸殊的比數。這一代的弟子相對國際化(因為當中不少並非卡靈頓青訓產品)，包括西班牙的門將迪基亞、來自巴西孿生的兩閘法比奧·達施華及拉菲爾·達施華和中場安達臣、葡萄牙的翼鋒拿尼和墨西哥射手查維亞·靴南迪斯等。英倫球員方面，則有自家青訓的莊尼·伊雲斯(北愛爾蘭球員)、英格蘭的韋碧克、湯·奇華利、以及購自富咸的史摩寧和布力般流浪的菲爾·鐘斯。另外，雖然相對上述球員而言，朗尼、艾殊利·楊格及路爾斯·華倫西亞較為年長，但由於仍僅25歲上下(2011年8月)，在球隊的長期計畫之內，因此三位球員亦可算作2010年代的一部分。

## 費爵爺弟子名單

### 1980年代
- 罗素·比尔兹莫尔（Russell Beardsmore，1986-93年，聯賽上陣56場，入4球）
- 托尼·吉尔（Tony Gill，1986-90年，聯賽上陣10場，入1球）
- 丹尼尔·格雷厄姆（Deiniol Graham，1987-91年，聯賽上陣2場，無入球）
- 朱利亚诺·迈奥拉纳（Giuliano Maiorana，1988-94年，聯賽上陣7場，無入球）
- 李·马丁（Lee Martin，1988-94年，聯賽上陣73場，入1球）
- 马克·罗宾斯（Mark Robins，1986-92年，聯賽上陣48場，入11球）
- 李·夏普（Lee Sharpe，1988-96年，聯賽上陣193場，入21球）
- 大卫·威尔逊（David Wilson，1987-91年，聯賽上陣4場，無入球）

### 1990年代

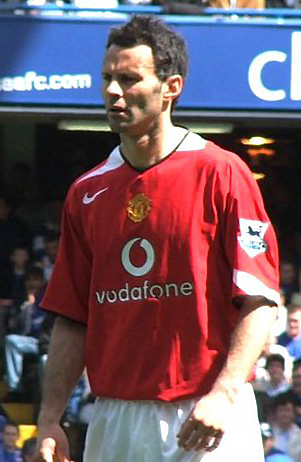
瑞恩·吉格斯是費爵爺第二代大弟子

- 大卫·贝克汉姆（David Beckham，七小福之一，1993-03年，聯賽上陣265場，入62球）
- 尼基·巴特（Nicky Butt，七小福之一，1992-04年，聯賽上陣269場，入21球）
- 克里斯·卡斯帕尔（Chris Casper，1993-98年，聯賽上陣2場，無入球）
- 特里·库克（Terry Cooke，七小福之一 <有爭議>，1994-99年，聯賽上陣4場，無入球）
- 西蒙·戴维斯（Simon Davies，1992-97年，聯賽上陣11場，無入球）
- 瑞恩·吉格斯（Ryan Giggs，七小福之一，1990-2014,聯賽上陣672場,入114球）
- 基思·吉莱斯皮（Keith Gillespie，七小福之一 <有爭議>，1993-95年，聯賽上陣9場，入1球）
- 加利·尼維利（Gary Neville，七小福之一，1992-2011，聯賽上陣400場，入5球）
- 菲尔·内维尔（Phil Neville，七小福之一，1994-05年，聯賽上陣263場，入5球）
- 约翰·奥卡恩（John O'Kane，1993-98年，聯賽上陣2場，無入球）
- 凯文·皮尔金顿（Kevin Pilkington，1992-98年，聯賽上陣6場，無入球）
- 保羅·史高斯（Paul Scholes，七小福之一，1994-2011年，2012-2013年，聯賽上陣498場，入107球）
- 本·索恩利（Ben Thornley，1993-98年，聯賽上陣9場，無入球）